# イースタンモータース
イースタンモータース東京株式会社（イースタンモータースとうきょう、Eastern Motors Co.,Ltd.）は、東京都で営業するタクシー会社で、梅田交通グループに属する。

## 概要
1946年に創業し、本社を江東区新木場に置く。都区内の直営営業所は一部事業会社を除いてEM無線に加盟し、ほかの地域は自社無線で配車する。
1999年に大阪の北港梅田ハイタク事業協同組合に買収され、梅田交通グループに加盟して社名をイースタンモータース東京とした。　
大田区羽田旭町のイースタンエアポートモータースは系列会社であったが、1999年に全日本空輸が買収し、2011年に両備ホールディングスへ売却され、2021年に日本交通が買収した。
2000年に廃業した貸切バス専業のバス会社「イースタン観光」もグループ企業であった。
かつて世田谷区千歳台でボルボ車を販売した。福井県に所在した輸入車ディーラー「イースタンモータース」、京都府に所在しボルボ車を販売、2006年夏に廃業した「ニューイースタン」はともに関連がない。
創業時の本社はのちに「イースタン興業」と改称、港区西新橋の「イースタンビル」を経営していたが、2012年1月に京阪電気鉄道が買収、2021年4月1日付で京阪ホールディングスへ吸収合併された。
2024年2月16日にEM無線は無線配車業務を日本交通へ移管し、EM加盟タクシーを指定する際はタクシー配車サービス GOで加盟タクシー会社を指定する。東京観光タクシーと後払いチケット契約は扱わない。

## 沿革
- 1946年（昭和21年）11月 - イースタンモータース創業。駐留軍スクールバス、輸入車販売・整備業として発足[8]。
- 1949年（昭和24年）9月 - ハイヤー・タクシーの免許を加える[8]。
- 1966年（昭和41年）11月 - ハイヤー・タクシー部門をイースタン交通として独立[8]。
  - 時期不詳 - 旧本社がイースタン興業に改称し、ハイタク部門はイースタン交通からイースタンモータースへ改称[8]。
- 1971年（昭和46年）6月 - 大田区に所在した羽田交通（1961年11月設立）に経営参加、イースタン羽田交通へ改称[8]。
- 1973年（昭和48年）12月 - イースタンモータース羽田空港営業所とイースタン羽田交通を一本化し、イースタンエアポートモータースへ改称[8]。
- 1999年（平成11年）
  - イースタンモータースは北港梅田ハイタク事業協同組合に買収され、イースタンモータース東京に改称。
  - イースタンエアポートモータースは全日本空輸（ANA）に買収される。

## 営業所
- イースタンモータース東京株式会社 - EM無線
  - 羽田営業所 （大田区本羽田）
  - 世田谷営業所 （世田谷区千歳台）
  - 浮間営業所　（北区浮間）
- イースタンマネージ株式会社 - EM無線
  - 赤羽営業所 (北区赤羽南)
- ネクスト株式会社[注釈 2]（江東区新木場） - EM無線
- ABC交通株式会社（板橋区大原町） - EM無線
- みなとタクシー株式会社（板橋区前野町）- チェッカーキャブ・東京無線所属
- 東京梅田交通株式会社[注釈 3]（足立区花畑）- 日本交通提携
- 東京梅田交通第二株式会社[注釈 4] - 日本交通提携
  - 亀有営業所（足立区中川）
  - 亀戸営業所（江東区亀戸）

## 系列会社
[]内は行灯に表記される社名。

### 秋田県
- 秋田梅田交通株式会社（秋田市新屋大川町）
- 新昭和タクシー株式会社（潟上市飯田川下虻川）
- 本荘タクシー株式会社（由利本荘市後町）

### 群馬県
- 三山タクシー株式会社 [MIYAMA] （高崎市本町） - 旧・シンセイタクシー[シンセイ]

### 埼玉県
- 大宮タクシー株式会社イースタン（さいたま市北区吉野町） - 飛鳥交通と共同配車

### 千葉県
- 和光タクシー株式会社 [和光] （千葉市稲毛区園生町）
- エムテイ有限会社イースタン [エムティ] （船橋市二和西）
- マツドタクシー株式会社イースタン [マツド] （松戸市紙敷）

### 東京都
- イースタンモータース調布株式会社 [イースタン] （調布市国領町）

### 神奈川県
- カナガワ交通株式会社イースタン本社営業所 [カナガワ] （横浜市栄区飯島町）- 2024年8月16日に日本交通横浜と業務提携[9][10]
- 向ヶ丘交通株式会社イースタン [向ヶ丘] （川崎市高津区上作延）- 2024年8月16日に日本交通横浜と業務提携

## 車両
行灯は旧EM自交無線と同じ仕様で、東京都多摩地域は「E無線」、神奈川は「EK無線」、千葉は「EC無線」、埼玉は「ES無線」であったが、現在は都区内と一部の他区域車は「EM」、それ以外は「イースタン無線」に統一されている。都区内車の無線番号の頭と行灯の表記は「EM」で行灯の幅が縮小されている。
かつて住友商事と資本関係があり、1980年代からマツダがタクシー車両の生産から撤退する1995年まで、関東地方では珍しく一貫して営業車両にマツダ車を導入した。中型車はルーチェ（LA4・HB・HC系）、小型車はカペラ、カスタムキャブを使用した。マツダがスポンサーを担当したテレビドラマに当社タクシーが登場した。かつてフジテレビ内にハイヤー営業所を置き、グループ営業エリア内に日活調布撮影所、東宝スタジオ（世田谷区砧）、国際放映（東京メディアシティ）など撮影所が多く所在することからドラマ撮影などで利用された。